# Czesław Kuchta
Czesław Kuchta (ur. 4 września 1936 w Kowalewszczyźnie koło Nowogródka, zm. 23 grudnia 2001 w Toruniu) – polski artysta fotograf, uhonorowany tytułem Artiste FIAP (AFIAP). Członek Okręgu Kujawsko-Pomorskiego Związku Polskich Artystów Fotografików. Członek założyciel studenckiej grupy fotograficznej „Zero 61”. Członek honorowy Fotoklubu Rzeczypospolitej Polskiej Stowarzyszenia Twórców.

## Życiorys
Czesław Kuchta od 1945 roku mieszkał w Toruniu. W 1953 roku został absolwentem II Liceum Ogólnokształcącego w Toruniu i otrzymał świadectwo dojrzałości. W 1956 roku został powołany do służby wojskowej. Fotografował od 1957 roku. W 1961 roku był członkiem założycielem studenckiej grupy fotograficznej „Zero 61”, w latach 1965–1967 aktywnie uczestniczył w pracach grupy twórczej „Krąg”. 
W latach 1964–1969 podjął pracę fotografa w Państwowych Pracowniach Konserwacji Zabytków w Toruniu. W 1966 roku został przyjęty w poczet członków Okręgu Toruńsko-Bydgoskiego. W latach 1983–1989 był współorganizatorem cyklicznych „Toruńskich Plenerów Fotograficznych” oraz „Toruńskiej Teki Fotograficznej”. Od roku 1966 do 1976 prowadził pracownię fotografii artystycznej. 
Czesław Kuchta był autorem i współautorem wielu wystaw fotograficznych; indywidualnych, zbiorowych, poplenerowych, pokonkursowych. Brał aktywny udział w Międzynarodowych Salonach Fotograficznych, organizowanych (m.in.) pod patronatem FIAP, zdobywając wiele medali, nagród, wyróżnień, dyplomów, listów gratulacyjnych. Pokłosiem udziału w Międzynarodowych Salonach Fotograficznych (pod patronatem FIAP) było przyznanie Czesławowi Kuchcie (w 1971 roku w Genewie) tytułu honorowego Artiste FIAP (AFIAP) – nadanego przez Międzynarodową Federację Sztuki Fotograficznej FIAP, obecnie z siedzibą w Luksemburgu. 
Fotografie Czesława Kuchty znajdują się w zbiorach Muzeum Okręgowego w Toruniu, Uniwersytetu Mikołaja Kopernika w Toruniu oraz muzeach w Łodzi i we Wrocławiu. 
Czesław Kuchta zmarł 23 grudnia 2001 roku w Toruniu, pochowany na cmentarzu rzymskokatolickim przy ul. Wybickiego.

## Wyróżnienia
- Wyróżnienie; Międzynarodowy Festiwal Fotografii Studenckiej w Uppsali (Szwecja 1963)
- Dyplom honorowy (Edynburg 1963)
- Srebrny medal (Helsinki 1963)
- Grand Prix (Ottawa 1965)
- Złota plakieta (Berlin 1965)
- Srebrny medal (1966)
- Srebrny medal; Złocisty Jantar (Gdańsk 1968)
- Brązowy medal (1968)
- Brązowy medal (Buenos Aires 1969)
- Honorowy dyplom (Madryt 1970)
- Srebrny medal; Photografie Society of America (Filadelfia 1971)
- Honorowy tytuł Excellence Fotomundi; Philips Fotoclub (Eindhoven 1971)
- Złoty medal (Birmingham 1972)

źródło